# Gerald Legge, 9.º conde de Dartmouth
Gerald Humphry Legge, 9.º conde de Dartmouth (26 de abril de 1924-14 de diciembre de 1997), estilizado como Vizconde Lewisham entre 1958 y 1962, fue un noble y empresario británico.

## Origen
Legge fue el único hijo de Humphry Legge, 8.º conde de Dartmouth, y de su mujer, Roma Ernestine Horlick. Fue educado en el Eton College.

## Carrera
Después de dejar Eton en 1942, se unió a los Coldstream Guards como Capitán y sirvió con ellos hasta finalizar la Segunda Guerra Mundial, habiendo sido mencionado a los despachos. Fue director de la compañía de granjas Rea Bros (con sede en Ashcombe House) desde 1958 hasta 1989, jefe de Royal Choral Society deade 1970 hasta 1992 y de Anglo-Brazilian Society desde 1975 hasta 1994. Recibió el título de conde de Dartmouth a la muerte de su padre en 1962.

## Familia
Lord Dartmouth se casó con Raine McCorquodale, la única hija de la novelista Barbara Cartland y su primer esposo, Alexander McCorquodale, el 1 de julio de 1948. Tuvieron cuatro hijos:
- William Legge, 10.º conde de Dartmouth (23 de diciembre de 1949)
  - Gerald Glen Kavanagh-Legge (b. 2005)
- El Honorable Rupert Legge (1 de enero de 1951), se casó con Mary Victoria Susan Ottley,[1] hija de Lionel Edward Bruce Ottley,[1] y tuvieron tres hijos:
  - Edward Peregrine Legge (1986)[1]
  - Claudia Rose Legge (1989)[1]
- Lady Charlotte (16 de julio de 1963), se casó con Don Alessandro Paternò Castello, 13th duque de Carcaci (1961),[2][3] y tuvieron tres hijos:
  - Donna Miranda Marie Patricia Paternò Castello (7 de junio de 1993)[3]
  - Donna Chiara Diana Paternò Castello (17 de abril de 1995)[3]
  - Don Tancredi Lorenzo Paternò Castello (9 de abril de 1997)[3]
- El Honorable Henry Legge (28 de diciembre de 1968), se casó con Cressida Hogg[1] (hija menor de Sir Christopher Anthony Hogg),[4][1] el 21 de diciembre de 1995, y tuvieron tres hijas:
  - Violet Legge (9 de diciembre de 2000)[5]
  - Olivia Daisy Legge (11 de julio de 2002)[5]
  - Hebe Rosalind Legge (24 de julio de 2005)[6]

Lord y Lady Dartmouth se divorciaron en 1976. Lady Dartmouth se casó con John Spencer, VIII conde de Spencer y ella se convirtió en la madrastra Diana de Gales, mientras que Lord Dartmouth se casó con Gwendoline May Seguin cuatro años más tarde. Lord Dartmouth se casó el 14 de diciembre de 1997 y le sucedió su hijo mayor, William.